# Airlift
Airlift AS  är ett norskt helikopterföretag med huvudbas på Førde flygplats, Bringeland i Gaulars kommun.
Airlift har 18 helikoptrar med baser i bland andra Førde och Kinsarvik.
Företaget skötte mellan 1996 och 2014 de två Super Puma–helikoptrar som genomför transport- och räddningsuppdrag för Sysselmannen på Svalbard. Företaget har sedan 2017 avtal med Kystverket för att flyga ut lotsar till fartyg, vilket sker med tre Leonardo AW 169.

## Helikopterflotta
- 14 Airbus AS 350 Ecureuil
- 3 Leonardo AW 169
- 1 Airbus AS 332 C Super Puma för tunga lyft

## Historik
Airlift grundades 1986 som Eeg-Henriksen helikopter. År 1999 köptes Helikoptertjeneste AS med huvudbas i Kinsarvik. Svenska Helikopterservice köptes 2001 och Osterman Helicopter 2002.
Företaget ägs sedan 2014 av belgiska NHV Group (Noordzee Helikopters Vlaanderen), Ostende, efter att 2009–2014 varit majoritetsägt av investeringsföretaget Reiten & Co och dessförinnan helägt av norska Helicopter Transport Group AS.